# Mesoníquids
Els mesoníquids (Mesonychidae, 'urpes mitjanes' en llatí) són una família extinta de mamífers carnívors de mida mitjana-gran estretament relacionats amb els artiodàctils. Aparegueren per primer cop a principis del Paleocè però començaren a declinar després de la fi de l'Eocè i finalment s'extingiren en l'Oligocè inferior. Probablement tenen el seu origen a Àsia, d'on es coneix el mesoníquid més primitiu, Yantanglestes del Paleocè inferior. També atenyeren la màxima diversitat a Àsia, on es troben en totes les faunes importants del Paleocè. Com que altres carnívors com els creodonts o condilartres tenien una presència minsa o nul·la en aquestes comunitats, és molt probable que els mesoníquids fossin els depredadors dominants del Paleocè asiàtic.